# ظفرآباد (نهاوند)
ظفرآباد (نهاوند)، روستایی از توابع بخش گیان شهرستان نهاوند در استان همدان ایران است.

## جمعیت
این روستا در دهستان سراب قرار دارد و براساس سرشماری مرکز آمار ایران در سال ۱۳۹۵، جمعیت آن ۶۹۴ نفر (۲۰۹خانوار) بوده‌است.